# 東南亞聯合世界書院
東南亞聯合世界書院(United World College of South East Asia)是一家提供國際文憑大學預科課程的國際學校，擁有分別位於新加坡杜佛和淡滨尼的兩個校區。學校成立於1971年，是亞洲首家聯合世界書院,近半個世紀以來培育了不少名人。

## 校友
- 星出彰彦，日本太空人
- 邱金海，新加坡電影導演
- 黃柏儒，台灣出生的新加坡演員
- 凯里·嘉马鲁丁，馬來西亞政治人物
- 黄基全，馬來西亞政治人物